# نورون حسی

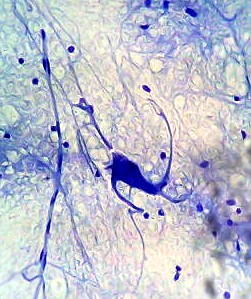

نورون‌های حسی‌، یا یاخته‌های عصبی حسی نورونهای آورانی هستند که با تحریک‌های حسی (بینایی، بویایی،لامسه، شنوایی، چشایی) فعال می‌شوند و پیام عصبی را به سمت دستگاه عصبی مرکزی (CNS) : Central nervous system ، هدایت می‌کنند.
برخلاف دیگر نورون‌ها که از طریق نورون‌های دیگر و میانجی‌های عصبی(نورو ترنسمیترها ) تحریک می‌شوند، نورون‌های حسی در اثر تغییرات در گیرنده‌های عصبی فعال می‌شوند. 
نورونها حسی می توانند پیکری (سوماتیک) یا احشایی باشند. نورونهای حسی پیکری به شاخ خلفی نخاع وارد می شوند. 